# Amygdaloptera duponchellaria
Amygdaloptera duponchellaria là một loài bướm đêm trong họ Geometridae.